# Логон
Лого̀н (на френски: Logon и Logone) е река в Централна Африка, протичаща по територията на Чад и по границата с Камерун, ляв приток на Шари. Дължината ѝ е 715 km (заедно с дясната съставяща я река Мбере 965 km), а площта на водосборния басейн – 78 000 km², като освен териториите на Чад и Камерун включва още части от ЦАР. Река Логон се образува на 450 m н.в. в крайната югозападна част на Чад, на границата с Камерун от сливането на двете съставящи я реки Вина (200 km, лява съставяща) и Мбере (250 km, дясна съставяща). Двете реки водят началото си от крайните североизточни части на планините Адамауа в източната част на Камерун. По цялото си протежение река Логон тече през равнинни местности с бавно и спокойно течение. На протежение над 280 km в долното си течение служи за граница между Чад и Камерун. Влива се отляво в река Шари, на 289 m н.в., срещу столицата на Чад град Нджамена и до най-северния камерунски град Кусери (Форт Фуро). Основни притоци: леви – Вина, Танджиле, Кабиа; десни – Мбере, Лим, Пенде (най-голям приток). Покачването на нивото на водите в басейна на Логон е свързано с летния дъждовен сезон и продължава няколко месеца. Високите води постепенно се придвижват надолу по течението, поради което в средното и долното си течение най-високото ниво на водите е през есенните месеци (при Нджамена – през ноември). Всичките реки в басейна на Логон широко се разливат, образуват големи временни езера и в чадската провинция Майо Кеби се съединяват с реките от басейна на река Нигер чрез десния приток на река Бенуе – Майо Кеби. Средният годишен отток на Логон в долното ѝ течение е 492 m³/s, минималният – 16 m³/s, максималният – 2420 m³/s. В периода на пълноводие (от юни до август) е плавателна за плитко газещи речни съдове до чадския град Бонгор. Въпреки големите заблатени райони по нейното течение долината ѝ е гъсто населена, като най-големите селища са градовете Мунду, Лаи, Бонгор и Нджамена (в Чад), Ягуа и Кусери (в Камерун).